# Bushra al-Maqtari
Bushra al-Maqtari (en árabe: بشرى المقطري‎) (Taiz, 1979) es una escritora y activista yemení. Se hizo popular al liderar una protesta antigubernamental en su ciudad natal durante la revolución yemení de 2011. Como escritora, es conocida por su novela de 2012 Behind the Sun y su obra de no ficción de 2018 What You Have Left Behind: Voices from the Land of the Forgotten War .

## Biografía
Bushra al-Maqtari nació en 1979 en Taiz, Yemen. Pasó parte de su infancia en Arabia Saudita, donde su padre trabajaba en la construcción. Se vieron obligados a irse en 1990, cuando un millón de personas yemeníes fueron expulsadas en medio de las tensiones entre los dos países.
Estudió historia en la Universidad de Taiz y se graduó con una licenciatura.

## Carrera y activismo
Es conocida por su trabajo como escritora y activista. Su escritura a menudo se centra en la revolución yemení y la política de izquierda en Yemen. Se la considera una rara voz femenina progresista en la sociedad conservadora de Yemen. En respuesta a su trabajo, los clérigos yemeníes emitieron una fatwa contra ella y pidieron que fuera excomulgada en enero de 2012. Los manifestantes la amenazaron a través de Internet y fueron a su casa.
Publicó su primer libro, la colección en prosa The Farthest Reaches of Pain, en 2003. Ha escrito para publicaciones tanto en árabe como en inglés, incluidos New Arab y New York Times. En 2011, mientras cubría una protesta como reportera independiente para Mareb Press, resultó herida por una granada.
En 2011, fue lideresa de las protestas contra el gobierno durante la revolución yemení. The New York Times la describió como "una de las primeras y más intrépidas líderes del movimiento". En particular, ayudó a liderar una marcha de protesta conocida como la "Marcha por la vida" de Taiz a Sanaa.
Publicó su primera novela, Behind the Sun, en 2012. El libro se centra en las desapariciones forzadas en Yemen. Al año siguiente, fue elegida como participante en el Premio Internacional de Narrativa Árabe Nadwa, y recibió el Premio Françoise Giroud por la Defensa de la Libertad y las Libertades.
Su siguiente libro fue South Yemen Under the Left de 2015, coescrito con Fawwaz Traboulsi, que detalla la historia del Partido Socialista Yemení. A esto le siguió en 2018 su libro What You Have Left Behind: Voices from the Land of the Forgotten War, descrito como un "relato apasionado y crudo de las personas sobrevivientes desplazadas, viudas y huérfanas de la guerra de Yemen". El trabajo de no ficción, que cuenta las historias de 43 familias diferentes, se basa en sus reportajes en todo el país durante la Guerra Civil de Yemen. Se publicó en inglés por Fitzcarraldo Editions, con una traducción ganadora del premio PEN Translates de Sawad Hussain.
En 2020, recibió el Premio Johann Philipp Palm a la Libertad de Expresión y de Prensa, en honor a su trabajo como activista en Yemen.
Como académica, trabajó en la Universidad de Taiz, y fundó un centro de investigación histórica en la ciudad. Más tarde se convirtió en investigadora en el Centro de Estudios Estratégicos de Sana'a. Ha sido miembro de la junta ejecutiva de la Yemeni Writers Union. y como miembro del Comité Central del Partido Socialista Yemení.
Sigue viviendo y trabajando en Yemen, a pesar de las ofertas para emigrar a Francia y Suecia.

## Vida personal
El primer matrimonio de Maqtari terminó en divorcio. Más tarde se casó con Sadeq Ali Ghanem.